# Adenodolichos kaessneri
Adenodolichos kaessneri är en ärtväxtart som beskrevs av Hermann August Theodor Harms. Adenodolichos kaessneri ingår i släktet Adenodolichos och familjen ärtväxter. IUCN kategoriserar arten globalt som livskraftig. Inga underarter finns listade i Catalogue of Life.